# Izida
Izida, tudi Izis, je v staroegipčanski mitologiji boginja mati, boginja plodnosti, začetnica ved, boginja žensk in spretnosti.
Izida, gr. Isis, egipč. Aset sestavlja božjo devetorico; je Gebova in Nutina hči ter Neftisova, Setova in Ozirisova sestra. S slednjim, ki je bil hkrati njen mož, je spočela Horusa; tako je bila tudi mati in boginja zaščitnica s Horusom enačenega vladajočega kralja.
Upodobljena je s prestolom na glavi, ki ga poosebljala. Pozneje so jo upodobljali kot žensko, ki drži v naročju Horusa in ga doji. Ko se je poznjeje zlila s Hator, so jo začeli upodabljati s kravjimi rogovi in sončevo ploščo kot naglavnim okrasom. Kasnjeje v helenizmu skorajda ni bilo grške ali rimske boginje, ki je ne bi enačili z Izido.
Dolga stoletja staroegipčanske zgodovine je bila pomembna boginja. Še danes obstajajo različni poganski kulti po vsem svetu, ki častijo Izis kot boginjo zemlje.

## Mit o Izis in Ozirisu
Mit o Izis in Ozirisu je najnatančneje opisal Plutarh leta 120 pr. n. št. Po tem mitu naj bi Set ubil in razkosal truplo svojega brata Ozirisa. Dele telesa je raztrosil po celem in Egiptu in tako onemogočil, da bi bil Oziris pravilno pokopan. Izis, Ozirisova sestra in žena, je začela zbirati posamezne dele telesa. Zbrala je vse dele trupla, razen penisa, ki ga je pojedla riba. S svojo čudežno močjo zdravljenja je Ozirisa ponovno oživela. Ob tem je z njim tudi zanosila in pozneje rodila boga Horusa, ki vlada živemu Egiptu. Oziris pa se je umaknil v puščavo in postal bog mrtvih.

## Izis kot idealna žena
Izis je predstavljala idealno soprogo. Bila je modra, vdana, opora možu in plodna. Ko so bili časi mirni in je vse potekalo po načrtu se je zadrževala v ozadju in pustila pobudo možu. Ko pa se je stanje zaostrilo in je njen mož Oziris izginil, je stopila v ospredje, prevzela moževo avtoriteto in vodila Egipt v imenu svojega nedoraslega sina Hora.

## Izis s čarobno močjo
Izis je imela čudežno moč zdravljenja. Svojega moža, ki je bi umorjen in razkosan je uspela ponovno oživeti. Znala je preprečiti razpadanje telesa. Zaradi te sposobnosti jo imenujejo tudi mati Štirih Horovih sinov, štirih božanstev, ki varujejo notranje organe pokojnika, odstranjene pri mumifikaciji.
Zaradi Izisine moči zdravljenja so slovenski zdravniki z njenim imenom poimenovali svoj časopis, ki se imenuje Isis.

## Izis kot mati
V poznejših časih je Izis bolj kot soproga postajala simbol mater. S tem, ko je bila mati Hora, je bila mati vseh živečih egipčanskih faraonov. Hor je bil precej bolan otrok, ki se je pogosto tudi poškodoval. Izis ga je s svojo močjo zdravljenja vedno ozdravila. Po enem od mitov je celo zaustavila potovanje sonca po nebu in tako priskrbela čas, ki je bil potreben za prihod drugih bogov, ki so nato pomagali zastrupljenemu Horu.
Izis je pogosto upodobljena v sedečem položaju s Horom v naročju. Nekateri menijo, da je to predloga za upodobitve Marije z dojenčkom Jezusom v naročju
v krščanski umetnosti.

## Izis v času Ptolomejcev
V času, ko so Ptolomejci vladali Egiptu, je Izis prevzela mnoge lastnosti grških boginj kot so Demetra, Perzofona, Atena, Hera, Artemida in Afrodita. V Aleksandriji je postala soproga novega boga z imenom Serapis. Izis so častili tudi v Rimskem cesarstvu. Že leta 80 pr. n. št. so na Kapitolskem griču v Rimu postavili tempelj, ki je bil posvečen Izis. Dve močni ptolomejski kraljici - Kleopatra III. in zadnja egipčanska kraljica Kleopatra VII., sta trdili, da sta inkarnaciji boginje Izis. Mark Antonij, ljubimec in zaveznik Kleopatre VII, je verjel, da je sam inkarnacija grškega boga Dioniza, kar je dajalo zvezi med Kleopatro in Markom Antonijem še posebno težo.

## Templji
Večino časa so Izis častili skupaj z drugimi bogovi v njihovih templjih: skupaj s Hator v Cusae , skupaj z Ozirisom v Abydosu. V času 30.dinastije pa so zgradili dva templja, ki sta bila posvečena prav Izis. Eden je bil v Iseionu v Nilovi delti in je zdaj v ruševinah, drugi pa je bil na južnem otoku Philae. Ta je zelo dobro ohranjen. Zgradili so ga Ptolomejci in Rimljani in je deloval še dolgo potem, ko so bili s priznanjem krščanstva kot uradne vere Rimskega cesarstva, ostali poganski templji zaprti.